# Friedrich von Berg-Altena
Graf Friedrich von Berg-Altena (* im 12. Jahrhundert; † 1198 oder 1199) war der Sohn von Eberhard I. von Berg-Altena. Sein Geburtsjahr ist unbekannt. Da er aber ab 1173 als Herrscher in Erscheinung tritt, muss er spätestens in den Jahren um 1155 geboren worden sein. Vermutlich war der Altersunterschied zu seinem um 1150 geborenen Bruder Arnold von Altena nicht besonders groß. Friedrich ist der Vater von Adolf I. von der Mark und somit Stammvater der Linie der Grafen von der Mark.
Etwa um 1170 erwarb Friedrich von Berg-Altena den Oberhof Mark in Hamm, zu dessen Besitzungen ein strategisch günstig gelegener Hügel gehörte, der spätere Burghügel in der Mark. Der Oberhof verfügte außerdem über eine Eigenkirche, die Pankratiuskirche, die ebenfalls in Friedrichs Besitz überging.
Friedrich heiratete um 1198/99 (vermutlich bereits deutlich früher) Alveradis von Krieckenbeck, Tochter des Grafen Rainer. Seine Söhne waren Graf Adolf I. von der Mark (wohl um 1182 geboren) und Friedrich. Beide können den Vater, der entweder noch vor ihrer Geburt oder kurz danach verstarb, bestenfalls noch in sehr jungen Jahren kennengelernt haben. Dennoch hatte Friedrich für das Wohl seines Sohnes Adolf gesorgt. Zu seinen Gunsten hatte er ab 1198 auf dem Hügel eine Burganlage errichten lassen, die Burg Mark. Es steht zudem zu vermuten, dass Friedrich nach erfolgter Erbteilung Kontrolle über die Besitzungen seines Bruders ausüben wollte, welcher die ganz in der Nähe befindliche Burg und Stadt Nienbrügge zu seiner Residenz gemacht hatte.
Nachdem Friedrich um die Jahrhundertwende gestorben war, nannte sich sein Sohn bereits ab 1202 Adolf von der Mark.